# Bohuslav Rylich
Bohuslav Rylich (5. května 1934 Nymburk – červenec 2020) byl československý basketbalista, reprezentant. Je zařazen na čestné listině zasloužilých mistrů sportu.

## Sportovní kariéra
Byl hráčem reprezentačního družstva Československa, se kterým se zúčastnil Olympijských her 1960 (5. místo) a tří Mistrovství Evropy – 1959 v Istanbulu, Turecko (2. místo), 1961 v Bělehradě (5. místo) a 1963 ve Vratislavi, Polsko (10. místo), na nichž získal jednu stříbrnou medaili. Za reprezentační družstvo hrál v letech 1959–1963 celkem 99 utkání.
V 1. lize basketbalu Československa v letech 1955–1967 hrál 12 sezón, jednu za tým Tankista Praha a zejména 11 sezón za Slovan Orbis Praha, s nímž byl dvakrát mistrem a jednou vicemistrem Československa.
S týmem Slovan Orbis Praha hrál dvakrát v Poháru evropských mistrů, v roce 1960 se probojovali až do semifinále, kde podlehli vítězi poháru ASK Riga.
V roce 1998 obdržel od města Nymburk vyznamenání Stříbrný lev udělené za dlouholetou vynikající reprezentaci státu a vynikající sportovní úspěchy.

### Hráč klubů
- 1955–1956 Tankista Praha, 6. místo
- 1956–1967 Slovan Orbis Praha, 2× mistr Československa (1957, 1959), vicemistr (1958), 3. místo (1961), 3× 4. (1960, 1962, 1965), 2× 5. (1963, 1964), 9. (1966), 10. (1967)
- 1. liga basketbalu Československa: celkem 12 sezón (1955–1967)
- 4 medailová umístění: 2× mistr Československa (1957, 1959), vicemistr (1958), 3. místo (1961)
- Pohár evropských mistrů – Slovan Orbis Praha: 2x účast (1958, 1960), v roce 1960 postup až do semifinále (vyřazeni vítězem poháru ASK Riga)

### Hráč Československa
- Za reprezentační družstvo Československa v letech 1959–1963 hrál 99 utkání, z toho na světových a evropských soutěžích zaznamenal 125 bodů ve 24 zápasech.
- Olympijské hry – 1960 Řím, Itálie (17 bodů /4 zápasy)

- Mistrovství Evropy – 1959 Istanbul (8 bodů /4 zápasy) 2. místo, 1961 Bělehrad (67 /8) 5. místo, 1963 Vratislav, Polsko (33 /8) 10. místo
- na třech ME celkem 108 bodů ve 20 zápasech, 1× vicemistr Evropy (1959)